# Portrait d'Ambroise Vollard (Vallotton)
Pour les articles homonymes, voir Ambroise Vollard (homonymie).
Portrait d'Ambroise Vollard est un tableau du peintre franco-suisse Félix Vallotton réalisé en  1902. Cette huile sur toile est un portrait d'Ambroise Vollard, marchand d'art français. Elle est conservée au musée Boijmans Van Beuningen, à Rotterdam.